# The Monkees (телесериал)
The Monkees — американский телесериал в жанре ситуационная комедия, транслировавшийся с 12 сентября 1966 года по 25 марта 1968 года на телеканале NBC. По сюжету сериала четверо музыкантов создают свой рок-н-ролльный ансамбль The Monkees и пытаются добиться известности.
Сериал дважды номинировался на премию «Эмми» за лучшую режиссуру, став победителем в 1967 году, также он стал лауреатом премии в номинации «лучший комедийный сериал».